# Здание факультета географии и геоинформатики БГУ
Здание факультета географии и геоинформатики БГУ — здание в составе комплекса университетского городка БГУ, возведённое в стиле конструктивизма в 1931 году. Расположено внутри квартала БГУ, в настоящий момент[когда?] в здании размещается факультет географии и геоинформатики.

## История
Белорусский государственный университет после своего основания в 1921 году размещался в нескольких зданиях, находящихся в разных частях Минска, что затрудняло его функционирование. Университет активно рос, образовывались новые факультеты, вследствие чего возникла необходимость в строительстве новых корпусов. В 1928 году был утверждён проект и начато строительство университетского городка на 16 объектов, среди которых был здание современного факультета географии и геоинформатики, завершённое в 1931 году. Главным архитектором проекта выступил Георгий Лавров, известный также по таким объектам, как государственная библиотека БССР, клинический городок и Академия наук.
После Второй мировой войны повреждённое здание было восстановлено в изменённом виде. Появилась колоннада на западной стороне, было изменено остекление над центральным входом и приданы черты неоклассицизма в виде лепнины.

## Архитектурное решение

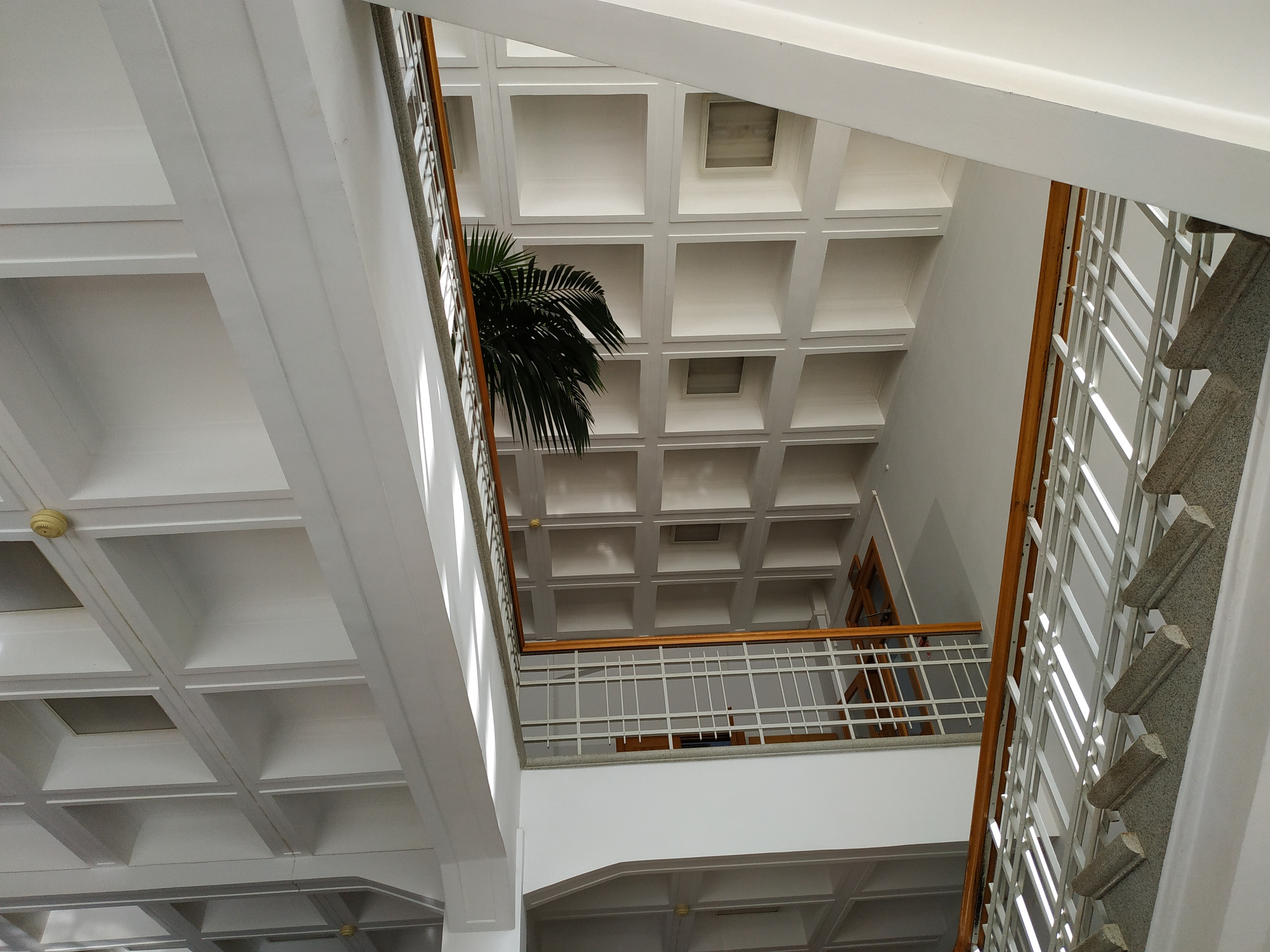
Внутренний интерьер

Здание представляет собой часть целостной застройки студгородка в стиле конструктивизма с характерными для него чертами: простота форм, несимметричность, большие площади остекления, который прослеживается в том числе и во внутренних интерьерах здания. «Г»-образное трёхэтажное строение с двумя подвальными уровнями сложной формы общей площадью 6,5 тыс. м² окрашено в белый цвет. Его современное состояние несколько отличается от первоначальной задумки архитекторов, но в целом внешний облик и интерьеры сохранены.
В 1990-е годы в здании прошел капитальный ремонт и реставрация его внешнего облика.